# 德利尔环形山
德利尔陨石坑（Delisle）是位于月球正面静海西部的一座年轻小撞击坑，约形成于32-11亿年前的爱拉托逊纪，其名称取自法国天文学家暨制图师约瑟夫-尼古拉·德利尔(1816年-1872年)，1935年被国际天文学联合会正式接受。

## 描述

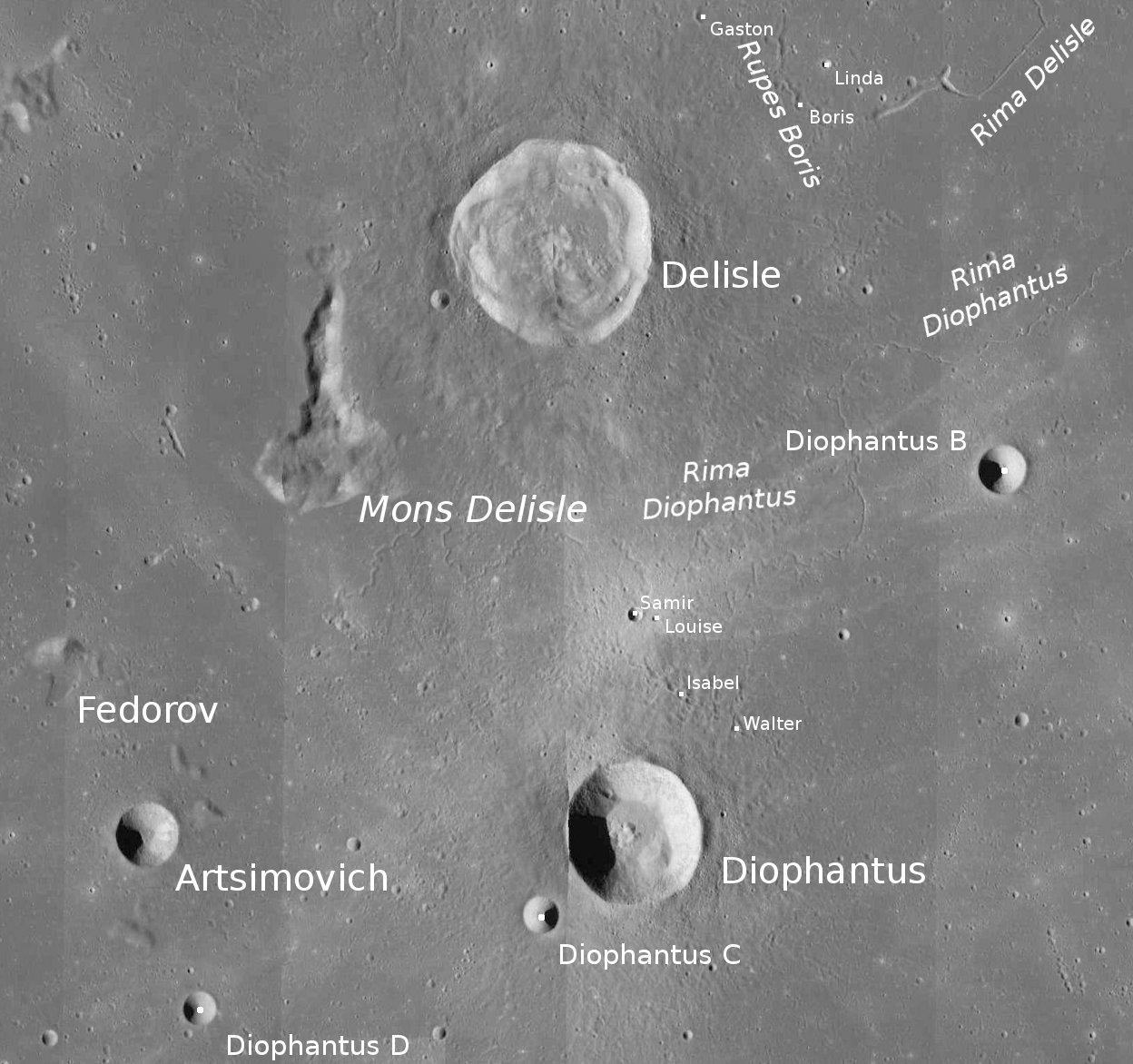
德利尔陨石坑的周边，月球勘测轨道飞行器拍摄。

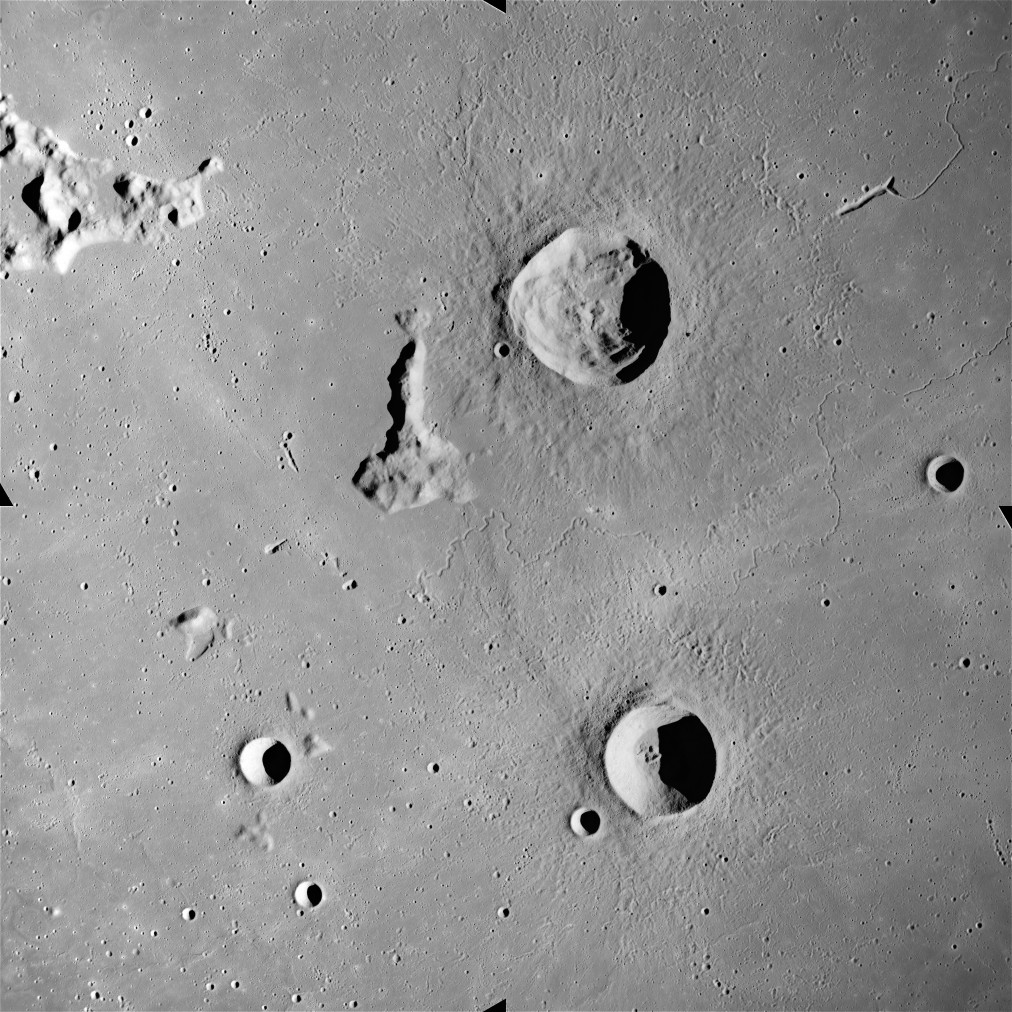
阿波罗15号拍摄的月球德利尔环形山(上)和丢番图陨石坑(下)，它们中间是丢番图月溪，德利尔月溪位于图片右上角。美国宇航局的照片。

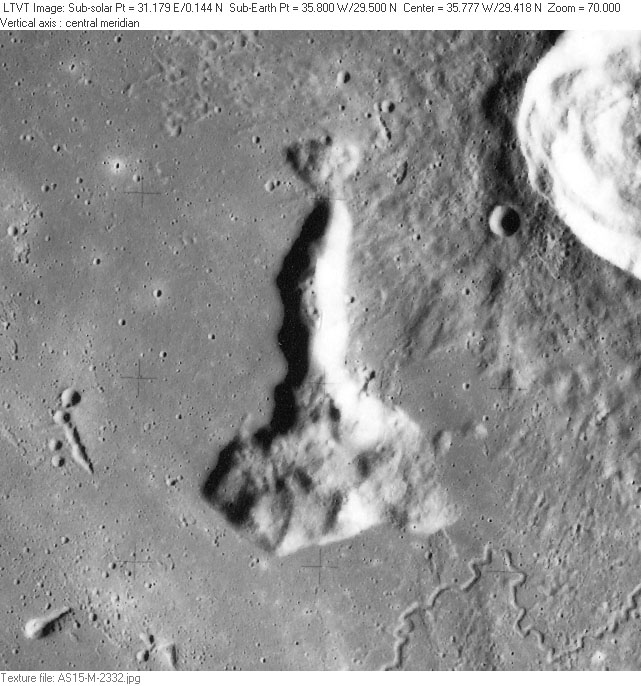
德利尔山和德利尔陨石坑(右上)，阿波罗15号拍摄。

该陨坑西侧和西北分别毗邻较小的埃格斯特朗陨石坑和格罗特胡森陨石坑、东北和东侧则为更小的海斯陨石坑和卡旺图陨石坑，卡旺图陨石坑位于它的南面，西南稍远处则分布着费多罗夫陨石坑和阿齐莫维奇陨石坑；细长的德利尔山紧靠它的西南边缘，西面绵延着布赫山脊，而东北则矗立着鲍里斯断崖及散布其周边的小陨坑加斯顿、琳达和鲍里斯；德利尔陨石坑的东北偏东和东南分别蜿蜒着60公里的德利尔月溪和150公里的丢番图月溪，往西南更远处横亘着群峰错列的哈宾杰山脉。
该陨坑中心月面坐标为29°59′N 34°41′E / 29.98°N 34.68°E，直径24.83公里，
深约1.897公里。
德利尔陨石坑基本上尚未受到明显的侵蚀，外观轮廓略不规则，坑壁顶沿侧立峻峭，但北侧壁部分坍陷，它的内侧坡带有阶地状结构，坡底堆积着崩坍的岩石，沿陨坑外侧坡环绕着一圈撞击发生时所抛出的喷发物。该陨坑坑壁最大高出周边地形850米，内部容积约有397.17公里3。坑内地表起伏交错，坐落了一座高约640米，但几乎难以分辨的中央峰，坑底南部地表反照率明显高于周边地形。
月食期间曾被记录到德利尔陨石坑表面温度有异常，主要是它的地质龄较短，表面尚未形成足够能产生隔热作用的表岩屑覆盖层所致。这是大多数年轻陨石坑的典型现象。

## 德利尔月溪
这是一条位于月面坐标北纬31.0°、西经32.0°的弯曲月沟。它的最大直径范围达到60公里。月溪附近有三座已被国际天文学联合会命名的微型陨石坑，见下面的列表。
| 陨石坑 | 经度    | 纬度    | 直径   | 名称来源     |
| ------ | ------- | ------- | ------ | ------------ |
| 鲍里斯 | 30.6° N | 33.5° W | 4 公里 | 俄罗斯男性名 |
| 加斯顿 | 30.9° N | 34.0° W | 2 公里 | 法国男性名   |
| 琳达   | 30.7° N | 33.4° W | 1 公里 | 西班牙女性名 |

## 卫星陨石坑
按惯例，通过在最靠近德利尔陨石坑的卫星陨坑中心点旁放置字母，以在月图中标示它们。

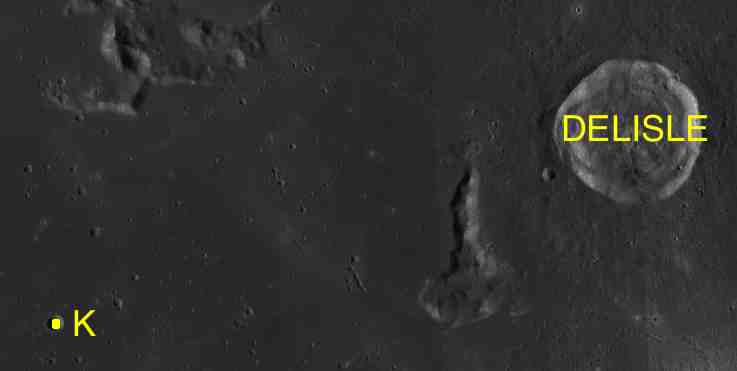
LAC-39 区域图.

| 德利尔 | 纬度     | 经度     | 直径     |
| ------ | -------- | -------- | -------- |
| K      | 29.00° N | 38.46° W | 2.92公里 |

## 另请参阅
- Andersson, L. E.; Whitaker, E. A. . NASA RP-1097. 1982.
- Blue, Jennifer. . USGS. July 25, 2007  [2007-08-05]. （原始内容存档于2013-02-13）.
- Bussey, B.; Spudis, P. . New York: Cambridge University Press. 2004. ISBN 978-0-521-81528-4.
- Cocks, Elijah E.; Cocks, Josiah C. . Tudor Publishers. 1995. ISBN 978-0-936389-27-1.
- McDowell, Jonathan. . Jonathan's Space Report. July 15, 2007  [2007-10-24]. （原始内容存档于2018-12-25）.
- Menzel, D. H.; Minnaert, M.; Levin, B.; Dollfus, A.; Bell, B. . Space Science Reviews. 1971, 12 (2): 136–186. Bibcode:1971SSRv...12..136M. doi:10.1007/BF00171763.
- Moore, Patrick. . Sterling Publishing Co. 2001. ISBN 978-0-304-35469-6.
- Price, Fred W. . Cambridge University Press. 1988. ISBN 978-0-521-33500-3.
- Rükl, Antonín. . Kalmbach Books. 1990. ISBN 978-0-913135-17-4.
- Webb, Rev. T. W.  6th revised. Dover. 1962. ISBN 978-0-486-20917-3.
- Whitaker, Ewen A. . Cambridge University Press. 1999. ISBN 978-0-521-62248-6.
- Wlasuk, Peter T. . Springer. 2000. ISBN 978-1-85233-193-1.